# آی‌ان‌اس نیرغات (کی۴۴)
آی‌ان‌اس نیرغات (کی۴۴) (به انگلیسی: INS Nirghat (K44)) یک کشتی است که طول آن ۵۶ متر (۱۸۴ فوت) می‌باشد.